# 山田良之助 (工学者)
山田 良之助（やまだ りょうのすけ 1907年3月19日 - 1990年6月13日）は日本の金属工学、材料工学者、教育者。

## 経歴
1907年（明治30年）京都府に生まれる。京都府立第二中学校、第三高等学校を経て京都帝国大学機械工学科に入学。1921年（大正10年）に卒業すると、そのまま同大の講師を務めた。1923年（大正12年）東北帝国大学助教授、1927年（昭和2年）には東京高等工業学校の講師を兼ねた。1928年（昭和3年）ドイツに留学、1930年（昭和5年）に帰国後、京都大学教授。その後、東京工業大学金属科長、静岡大学学長兼短期大学学長、武蔵工業大学学長などを務めた。

## 受章
- 1967年（昭和42年） 勲二等旭日重光章

## 著作
- 『金属材料』 吉田工務所出版部 1932年
- 『材料試験法』 内田老鶴圃 1933年
- 『鐡と鋼、特殊鋼、鋼の表面硬化法、非鐵金屬材料、材料試驗法及試驗機』（三島徳七、石原善雄、加瀬勉、山口珪次共著）共立社 1934年
- 『金屬材料の機械的性質』 共立社 1936年
- 『材料試験』 内田老鶴圃新社 1967年